# Права человека в Бутане

Бутан на карте мира

Права человека в Бутане изложены в 7-й статье конституции страны. Королевское правительство Бутана подтвердило свою приверженность «применения всех прав человека» в качестве неотъемлемой политики «валового национального счастья».
На практике ситуация с правами человека в Бутане была раскритикована из-за отношения к гражданам народности лхоцампа, многие из которых стали беженцами в Непал, а также из-за неспособности отстаивания свободы религии.

## Нормативно-правовая база

### Права, записанные в конституции
Конституция Бутана была принята в 2008 году, после чего страна из абсолютной монархии стала демократическую конституционной монархией.
Основные права, записанные в 7-й статье конституции, включают в себя:
- Право на жизнь, свободу и безопасность[5]
- Право на свободу слова[6]
- Право на свободу совести и религий[7]
- Право на свободу прессы[8]
- Право на свободу передвижений и выбора места жительства в пределах Бутана[9]
- Право на частную собственность[10]
- Право на свободу собраний и ассоциаций[11]
- Право на защиту от дискриминации по признаку расы, пола, языка, религии, политики и т. п.[12]
- Право на труд[13]
- Право голоса[14]
- Право на интеллектуальную собственность[15].

Кроме того, конституция запрещает пытки и «жестокие, бесчеловечные или унижающие достоинство виды обращения и наказания», в том числе смертную казнь.
В 8-й статье конституции указаны основные обязанности граждан. Важные положения включают статьи 8.3 и 8.5. Статья 8.3 гласит, что каждый гражданин Бутана обязан «способствовать терпимости, взаимному уважению и духу братства среди всех жителей Бутана, несмотря на их религиозное, языковое или региональное разнообразие». Статья 8.5 гласит, что люди должны «не терпеть или принимать участие в травматизации, пытках или убийствах другого человека, терроризме, жестоком обращении с женщинами, детьми или любого другого человека, а также принимать необходимые меры для предотвращения подобных действий».

### Международные обязательства
Бутан стал членом ООН в 1971 году (решение было принято на 26 сессии Генеральной Ассамблеи ООН на основании Резолюции Совета Безопасности ООН № 292 о приёме Бутана в ООН). Хотя в конституции Бутана декларируются основные права человека, защищённые международными конвенциями, сам Бутан не подписал и не ратифицировал многие ключевые международные договоры по правам человека, в том числе международный пакт о гражданских и политических правах и международный пакт об экономических, социальных и культурных правах. Бутан подписал конвенции о ликвидации всех форм дискриминации в отношении женщин и о правах ребёнка. Бутан также подписал, но не ратифицировал, международную конвенцию о ликвидации всех форм расовой дискриминации и конвенцию о правах инвалидов.